# Mexikói női labdarúgó-válogatott
A mexikói női labdarúgó-válogatott képviseli Mexikót a nemzetközi női labdarúgó eseményeken. A csapatot a mexikói labdarúgó-szövetség szervezi és irányítja. A női válogatott szövetségi kapitánya Leonardo Cuéllar.